# Aeroportul Mitiaro
Aeroportul Mitiaro (IATA: MOI, ICAO: NCMR) este un aeroport din Mitiaro⁠(d), Insulele Cook.
Situat la o altitudine de 14 m, aeroportul dispune de o singură pistă.